# Авентюра (Флорида)
Авентюра (англ. Aventura) — місто (англ. city) в США, в окрузі Маямі-Дейд штату Флорида. Населення — 40 242 особи (2020).

## Географія
Авентюра розташована за координатами 25°57′36″ пн. ш. 80°7′59″ зх. д. / 25.96000° пн. ш. 80.13306° зх. д. (25.960130, -80.133109).  За даними Бюро перепису населення США в 2010 році місто мало площу 9,08 км², з яких 6,87 км² — суходіл та 2,21 км² — водойми.

## Демографія
Згідно з переписом 2010 року, у місті мешкали 35 762 особи в 17 892 домогосподарствах у складі 9627 родин. Густота населення становила 3938 осіб/км².  Було 26120 помешкань (2876/км²).
Расовий склад населення:
| - 90,4 % — білих - 3,9 % — чорних або афроамериканців - 1,8 % — азіатів - 0,1 % — корінних американців - 2,0 % — осіб інших рас |

До двох чи більше рас належало 1,7 %. Частка іспаномовних становила 35,8 % від усіх жителів.
За віковим діапазоном населення розподілялося таким чином: 15,4 % — особи молодші 18 років, 58,0 % — особи у віці 18—64 років, 26,6 % — особи у віці 65 років та старші. Медіана віку мешканця становила 46,1 року. На 100 осіб жіночої статі у місті припадало 84,6 чоловіків;  на 100 жінок у віці від 18 років та старших — 81,2 чоловіків також старших 18 років.
Середній дохід на одне домашнє господарство  становив 96 234 долари США (медіана — 60 222), а середній дохід на одну сім'ю — 121 937 доларів (медіана — 82 283). Медіана доходів становила 61 692 долари для чоловіків та 48 517 доларів для жінок. За межею бідності перебувало 11,6 % осіб, у тому числі 10,4 % дітей у віці до 18 років та 13,7 % осіб у віці 65 років та старших.
Цивільне працевлаштоване населення становило 16 041 особа. Основні галузі зайнятості: освіта, охорона здоров'я та соціальна допомога — 17,6 %, науковці, спеціалісти, менеджери — 16,9 %, роздрібна торгівля — 15,6 %.